# Macrozafra vivens
Macrozafra vivens is een slakkensoort uit de familie van de Columbellidae. De wetenschappelijke naam van de soort is voor het eerst geldig gepubliceerd in 1934 door Powell.